# Gångsätra

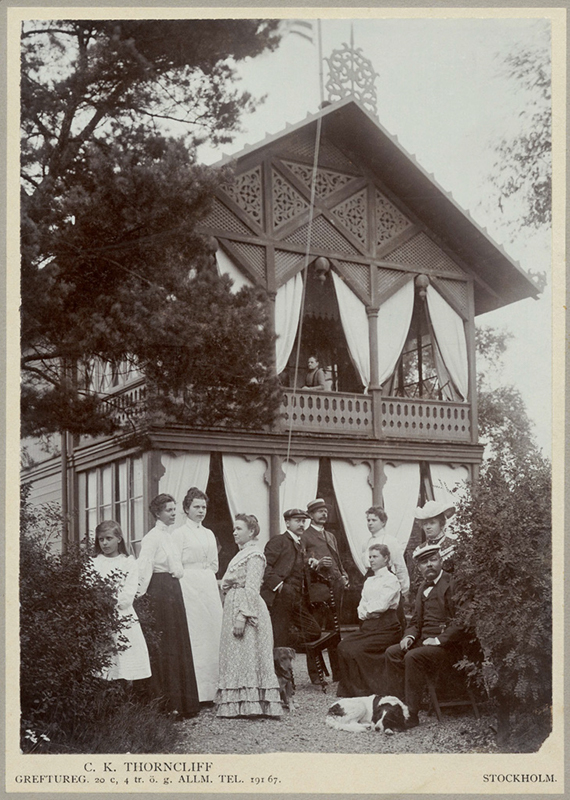
Människor framför sommarvilla. Gångsätra, c:a 1890 till 1910.

Gångsätra är en stadsdel på södra Lidingö, Lidingö kommun, Stockholms län. Här låg Gångsätra gymnasium.
Som de flesta stadsdelsområden på Lidingö, som ända fram mot 1800-talet var ren landsbygd med i huvudsak jordbruk som näring, har även Gångsätra sitt ursprung i en lantbruksgård. Gångsätra omnämns första gången i skrift år 1379. Gångsätra gård tros först ha uppkommit som ett torp eller mindre hemman under tidig medeltid, tillhörande någon av de större gårdarnas utmarker som senare utvecklades till en egen gård.

## Etymologi
Under medeltiden skrev man namnet som Gange(a)sœter, Gagnasœter eller Gongsœter. På 1600-talet skrevs namnet som Gångsäter och in på 1800-talet som nuvarande stavning, Gångsätra. Namnets ursprungliga betydelse har tolkats som "gångställe eller stig till ett betesområde för korna". Säter betyder utäng eller betesäng i skogen.

## Historia

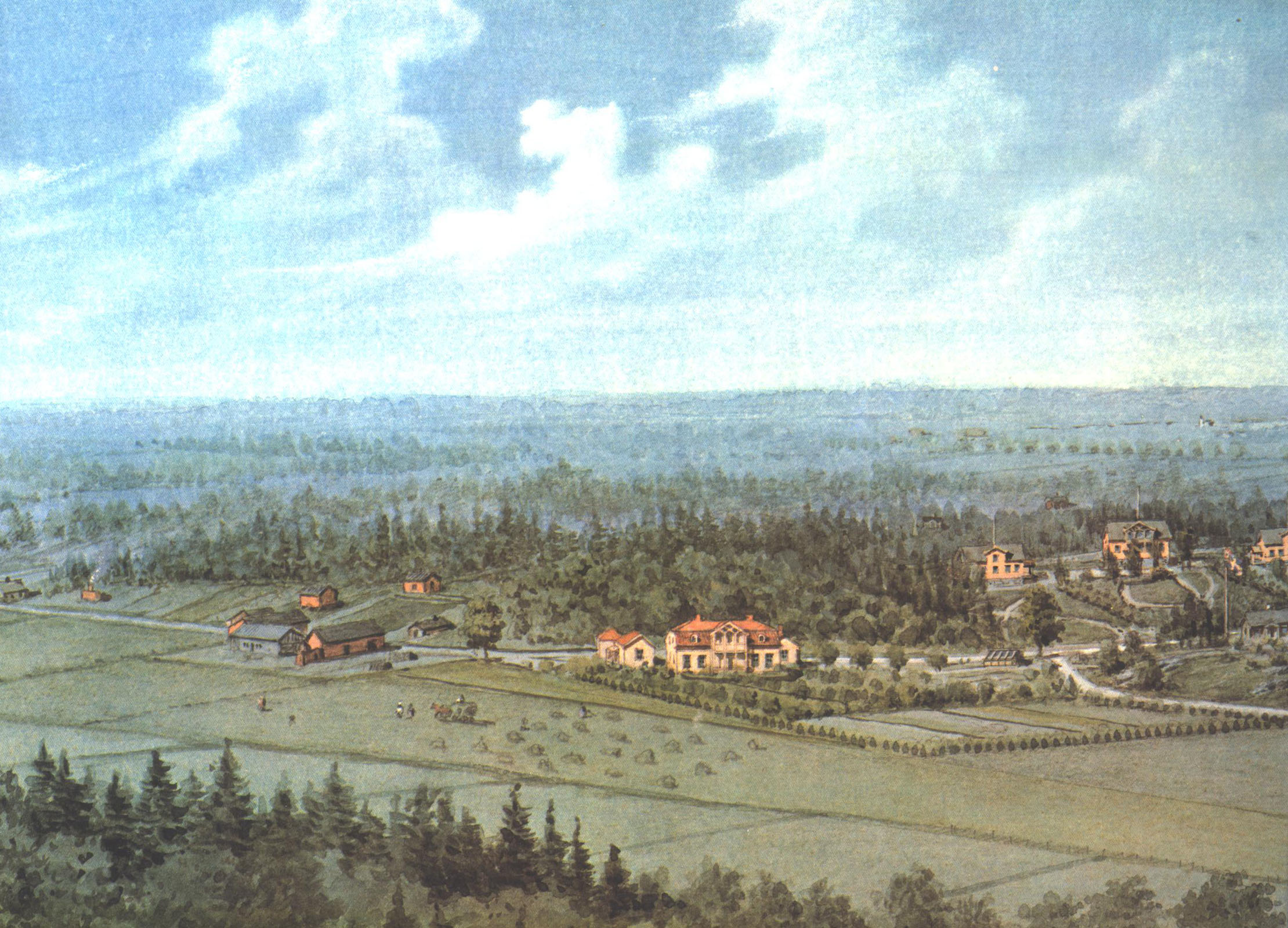
Gångsätra gård med den "gamla" herrgården på en målning 1883 av Otto August Mankell, med som man kan anta, ett tidigt fotografi som förlaga taget vid en ballongfärd över området. Gamla Södra Kungsvägen löper bakom herrgårdsbyggnaden. Gångsätra gårds ursprungliga trädgårdsanläggning upptas idag av Willys livsmedelsbutik.

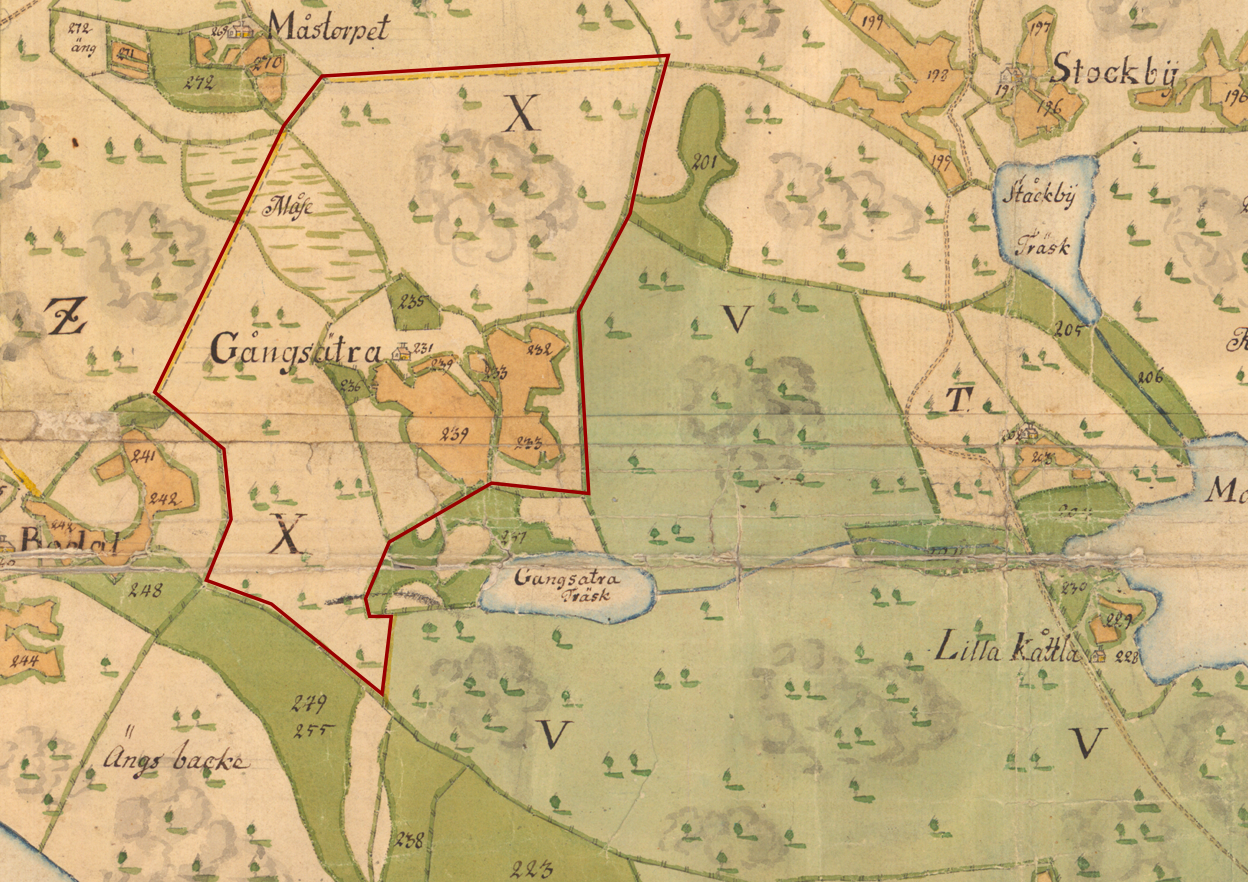
Gångsätra gårds lantbruksfastighet 1774, totalt 48 ha.

Den ursprungliga lantbruksfastigheten Gångsätra förvärdades av Johan Martin Schön efter den stora skogsdelningen av Lidingö 1774 som vid den tiden omfattade 48 hektar inklusive den skog som tilldelades gården. Den uppodlade marken omfattade cirka 20 tunnland (10 ha), det vill säga en relativt liten åkerareal jämfört med andra Lidingögårdar vid den tiden men som senare kom att utvidgas. Schön sålde den strax efter förvärvet till tullkontrollören vid rikets tullar Petter Eriksson-Svedberg (1725–1803) ägare till Bodal, Baggeby och Lidingsberg. Svedberg som var ogift utan barn skänkte senare gården till sin brorson Olof Olofsson Svedberg som flyttade in på Gångsätra gård. I början av 1800-talet såldes gården och kom under några år framöver att byta ägare ett flertal gånger. 1812 förvärvades gården av generallöjtnanten och friherren Konrad Teodor von Schulzenheim, född 1768, död i Lübeck 1837. Han innehade gården fram till sin död. Han var yngste son till läkaren och nationalekonomen David von Schulzenheim (1732–1823). Från Schulzenheims tid på Gångsätra finns få notiser, vilket förmodligen beror på att ägaren ofta var på resande fot och i huvudsak hade gården som bostad och lät anställda sköta lantbruket. 1839 köptes gården av hovbokhållaren Elis Mauritz Schough och under åren 1841–1846 ägdes gården av italienaren Francesco Cetti (1803–1879), som bosatte sig i Sverige 1821. Han var känd som en skicklig glasblåsare samt tillverkade optik och instrument till meteorologisk utrustning.
År 1861 köptes gården av Axel Ludvig Pettersson (1831–1887), gift med Hedvig Charlotta Hållén. Axel Ludvig, som var lantbrukare till yrket lade grunden till att Gångsätra skulle komma att utvecklades till ett mönsterjordbruk. Gården ärvdes av Petterssons ena dotter, Alma Pettersson. Deras andra dotter var Hedvig Pettersson. Alma Fjæstad (1858-1944) gifte sig 1880 med John Fjæstad, vars far invandrat från Norge, men de flyttade in på Gångsätra gård först 1907 efter att John Fjæstad köpt ut de andra arvtagarna till Gångsätra. Den första tiden efter giftermålet bodde de i Villa Rastaborg nära Gångsätra gård men flyttade ganska snart upp till Bergvik utanför Söderhamn där John Fjæstad avancerade till direktör för trävarubolaget Bergvik & Ala Nya AB och var med och grundade Grängesbergsbolaget. De vistades dock på Gångsätra under sommarledigheterna. 1907 i samband med att de flyttade in på Gångsätra revs den gamla nerslitna herrgårdsbyggnaden och även flyglarna. "Nya" Gångsätra gård uppfördes i engelsk stil efter ritningar av arkitekten Fredrik Falkenberg (1865–1924).
En lång tidsperiod följde där Johan och Alma Fjæstad fortsatte att utveckla familjegården och deltog även flitigt i det sociala umgängeslivet på Lidingö. Gångsätra gård blev en av de mer framträdande gårdarna på södra Lidingö och en central mötesplats bland gårdsägare.
Efter att John Fjæstad avlidit vid 66 års ålder år 1916, kom Alma Fjæstad att ägna sig mer åt olika sociala- och hembygdsfrågor och var med i en rad föreningar, bland andra Fosterbarnsnämnden, Hembygdsföreningen, Södra Lidingö kyrkoförening och Röda korset. Under 1920-talet använde hon delar av huvudgården som pensionat för att förbättra sin ekonomi. En händelse som gjorde ett stort intryck på Alma var när AGA, som låg ett stenkast från gården, på hennes 80-årsdag 1938 hade arrangerat högtalarmusik till hennes ära som ljöd ut över nejden från fabriksområdet, där de spelade "Fjäriln vingad syns på Haga" och "Den första gång jag såg dig". Alma bodde kvar på gården fram till sin död 1944.
Det enda som finns kvar av Gångsätra gård idag, som revs 19 mars 1981 är den ena av de två stensatta grindstolparna till huvudbyggnaden som bevarats som ett minnesmärke och står ett stycke från norra entrétrappan till livsmedelsbutiken Willys.

## Bildgalleri Gångsätra första herrgård uppförd 1808

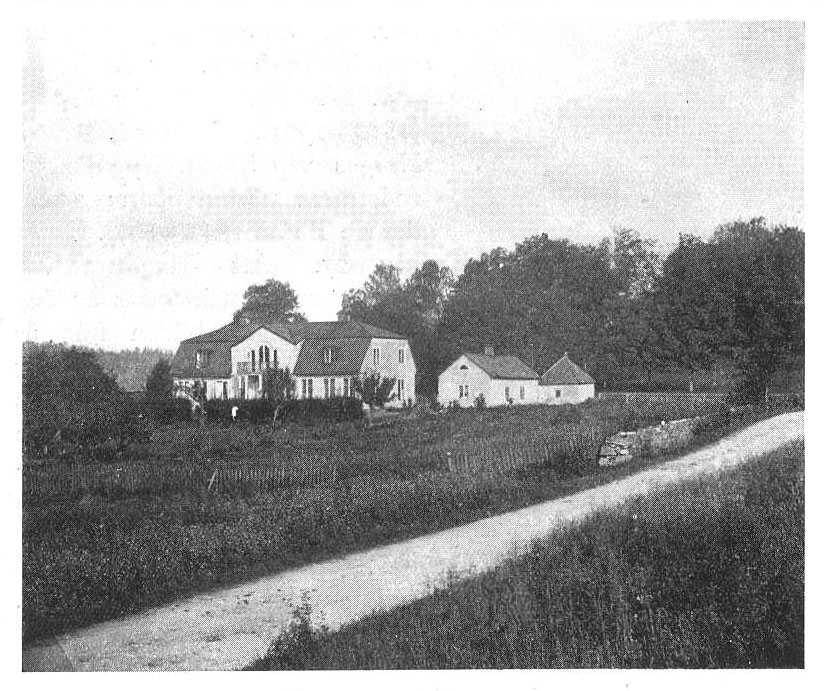
Gångsätra "gamla" herrgård på ett foto från 1868, som revs och ersattes med "nya" herrgården uppförd 1907.
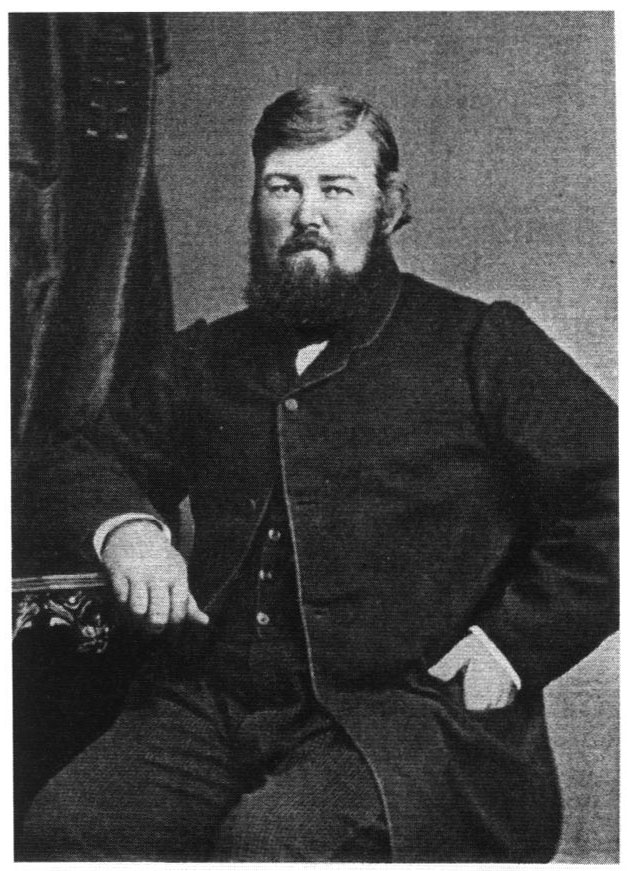
Lantbrukaren Axel Ludvig Petterson som förvärvade Gångsätra gård 1861. Foto: cirka 1868.

## Bildgalleri Gångsätra andra herrgård uppförd 1907

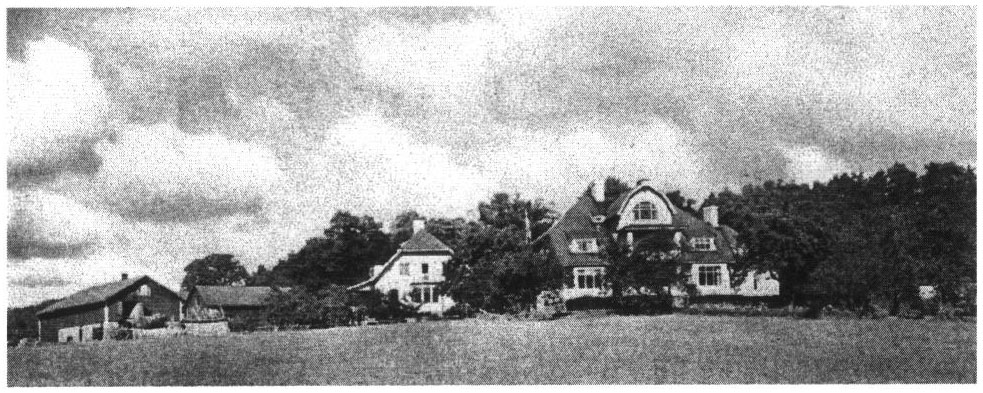
Gångsätra gård. Foto: 1930
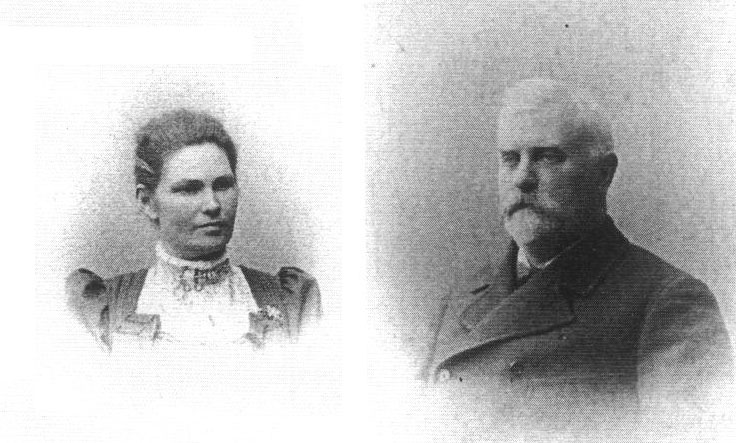
Alma och John Fjæstad. Foto: c. 1900.

### Fotnoter
1. ↑  Namntolkning enligt Carl Ivar Ståhle.
2. ↑  Hans familjenamn i Norge stavades som Fjæstad, och den svenska grenen behöll denna stavning. Vid unionsupplösningen 1905 bytte några stavning till Fjästad.
3. ↑  På 1930-talet utvecklade AGA bland annat radio- och förstärkarutrustningar